# 秀沿路站

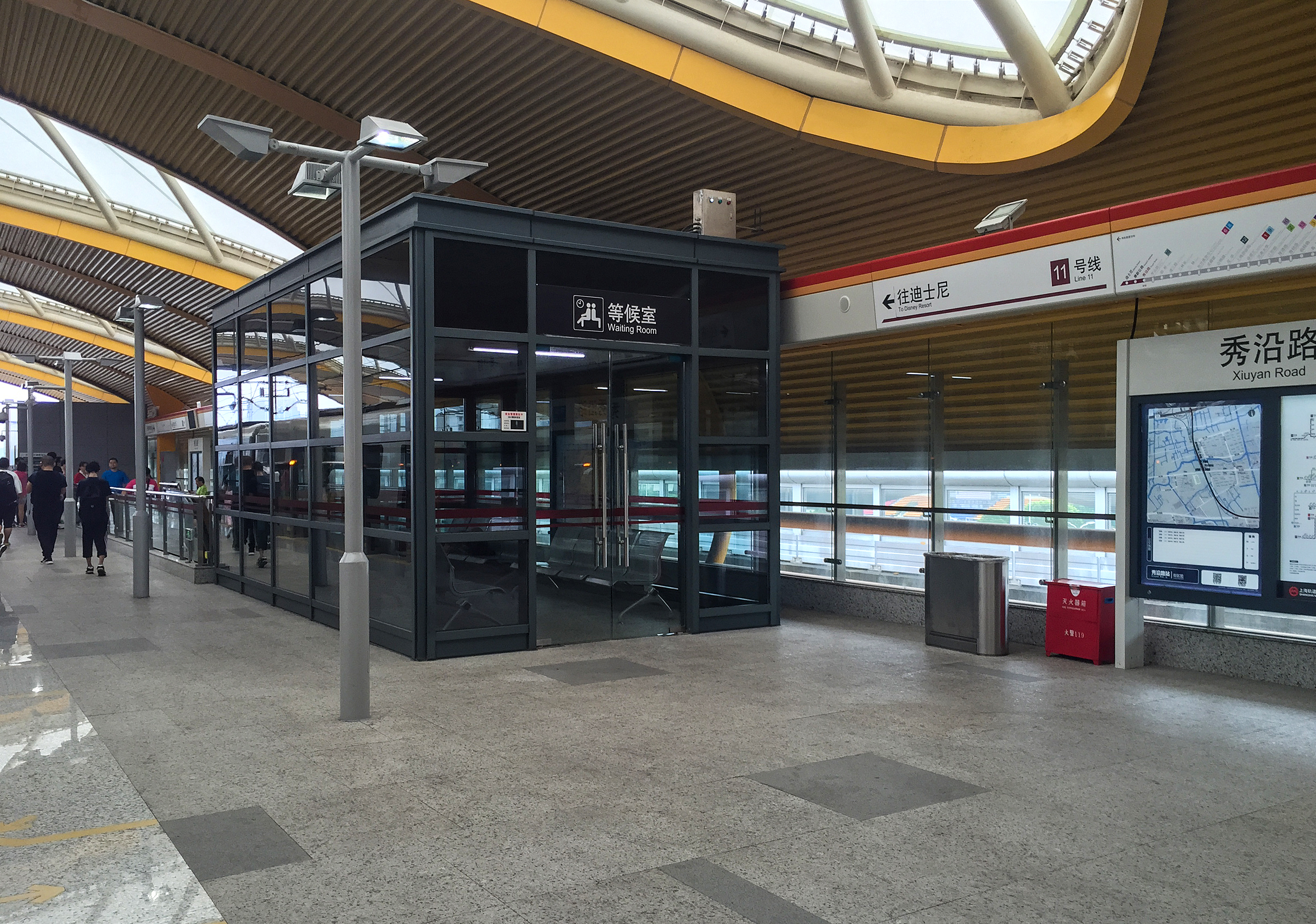
秀沿路站站台等候室

秀沿路站，旧称康桥东站，位于上海市浦东新区康桥镇罗山南路近秀沿路，初步选址为罗南大道川周公路附近。该站原设计为上海轨道交通11号线南段的高架车站，计划于2012年底启用，后调整为11号线三期的车站，已于2015年12月19日通車试运营。
虽然16号线在此站旁边经过，但不在此设站。

## 历史
- 2014年9月16日，康桥东站土建基本完成，迪士尼段土建结构贯通[2]。
- 2014年12月10日，本站站名由康桥东站改为秀沿路站[3]。
- 2015年8月26日，秀沿路站基本完成，开始最后的收尾[4]。
- 2015年12月19日，秀沿路站开通运营[1]。

## 车站结构

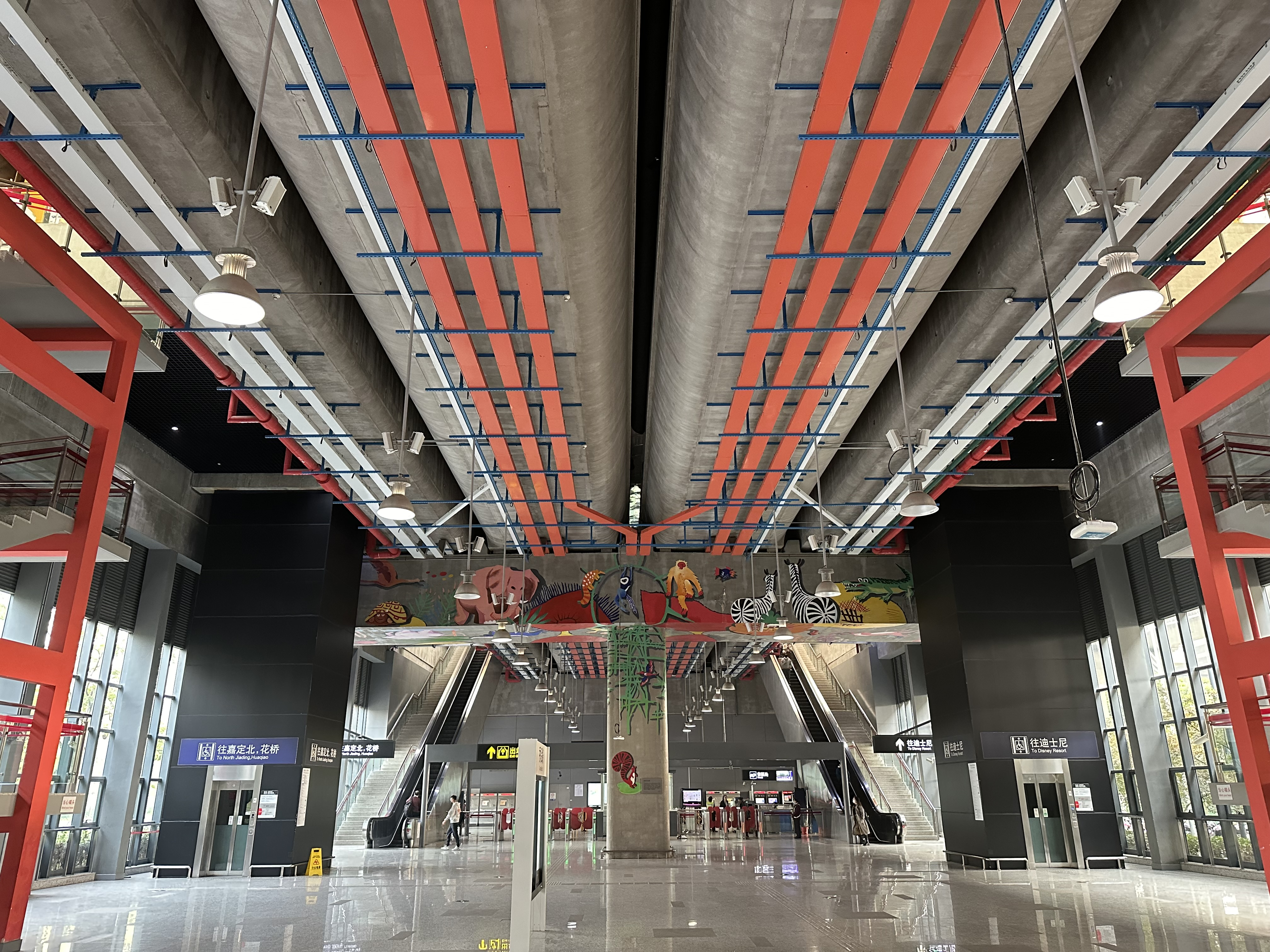
站厅

| 地上二层 | 侧式站台，右侧开门 | 侧式站台，右侧开门                          | 侧式站台，右侧开门 | 侧式站台，右侧开门 |
|          |                    | █ 11号线 往嘉定北或花桥（罗山路）           |                    |                    |
|          |                    | █ 11号线 往迪士尼（康新公路）               |                    |                    |
|          | 侧式站台，右侧开门 |                                             |                    |                    |
| 地面层   | 站厅及出入口       | 1-3出入口、票务服务、自动售票机、人工服务台 |                    |                    |

## 車站出口
秀沿路站共有3个出入口，各出入口如下所示：
| 出口编号            | 出口指示 | 照片 |
| ------------------- | -------- | ---- |
| 1 · 出口 · （设有） | 秀沿路   |      |
| 2 · 出口 · （设有） | 秀沿路   |      |
| 3 · 出口 · （设有） | 秀沿路   |      |
| 图例： 设有         |          |      |